# Public Image Limited
Pour les articles homonymes, voir PIL.
Public Image Limited, parfois typographié Public Image Ltd ou Public Image Ltd., et souvent abrégé PiL, est un groupe de post-punk britannique, originaire de Londres, en Angleterre. Il est formé en 1978 par Johnny « Rotten » Lydon à la dissolution des Sex Pistols.
Après la formation du groupe, ce dernier publie un premier album studio, Public Image: First Issue (1978), qui se caractérise par un style musical abrasif avec des éléments de dub reggae, musique bruitiste, et de rock progressif,. Leur deuxième album, Metal Box (1979), pousse encore plus loin le style avant-gardiste, et est souvent considéré comme l'un des albums les plus novateurs et influents de la période post-punk.
En 1984, Levene et Wobble quittent le groupe, qui part dans la direction de Lydon, et qui publiera plusieurs autres albums, comme This Is What You Want... This Is What You Get (1984). Après une pause dans les années 1990, Lydon reforme le groupe et publie d'autres albums, dont What the World Needs Now... en 2015 et le dernier, End Of World, en 2023.

## Biographie

### Débuts (1978)
À la suite de la séparation des Sex Pistols en janvier 1978, Lydon fait un voyage de trois semaines en Jamaïque avec le patron de Virgin Records Richard Branson, durant lequel Lydon aide à la recherche de nouveaux artistes reggae. Ce dernier proposera une offre au groupe Devo qui la déclinera. Après ces vacances, Lydon démarche Jah Wobble (né John Wardle) pour lancer un nouveau groupe. Ce rapprochement semblait naturel : ils étaient amis depuis les années 1970, avaient joué occasionnellement ensemble pendant les derniers jours des Sex Pistols et étaient tous deux fans avides de reggae et de ce qui sera appelé plus tard la world music. John Lydon ne voyait pas d'obstacle à ce que Wobble apprenne à jouer de la basse après son arrivée dans le groupe, tout comme il l'avait fait avec son ami Sid Vicious, le remplaçant du bassiste original des Sex Pistols, Glen Matlock, à mi-parcours.
Alors que ç'avait été un pari perdu avec Sid Vicious, Wobble se révèle autodidacte doué. Lydon localise Keith Levene (née Julian Levene) qu'il avait rencontré en tournée à la mi-1976 alors que celui-ci était un membre du Clash. Tous deux se considéraient eux-mêmes comme des outsiders au sein de leur propre groupe. Quand Levene a vent de l'invitation, il adhère rapidement. Le batteur originel est Jim Walker (né Donat Walker), un étudiant canadien fraichement arrivé au Royaume-Uni, qui répond à une annonce dans un magazine musical hebdomadaire au mois de mai. PiL débute en octobre 1978 avec Public Image, un single peu éloigné du territoire des Sex Pistols. Il se vend remarquablement au Royaume-Uni et réussit également son importation aux États-Unis.

### Public Image: First Issue(1978)
Encouragé, le groupe compose collectivement sur la base d'improvisations ; en préparant l'album First Issue, ils dépassent leur budget d'enregistrement bien avant la fin (les drogues étant une dépense significative) et finissent avec huit morceaux de qualité sonore variable, dont la moitié enregistrée dans l'urgence. Wobble avait aussi agressé physiquement l'assistant du producteur Bill Price — qui, avec John Leckie, avait assuré le son « tendu » du simple Public Image —, incitant Price à bannir le groupe des studios Wessex qu'ils préféraient, les forçant à se rabattre précipitamment sur un autre endroit et un autre ingénieur du son alors que les délais sont déjà dépassés. La photographie de la pochette est confiée à Dennis Morris qui crée aussi le logo PiL en se basant sur une discussion avec Lydon à propos d'un cachet (pill en anglais) d'aspirine.
L'album, cependant, est une déflagration : scabreux et mortifère, mais lyrique par moments, « gothique » avant que le terme ne soit utilisé et enraciné dans un lourd reggae dub. Le son acéré unique de la guitare de Levene (il jouait sur une guitare Veleno tout-aluminium et une Travis Bean Wedge partiellement en aluminium) sera la marque de fabrique du groupe.  Les vocaux de Lydon étaient plus discordants et incantatoires que dans les Sex Pistols, lorgnant vers le territoire de l'avant-garde d'artistes comme Yoko Ono. L'album restait néanmoins assez facile d'accès pour qu'un public rock y prête attention et se vendit bien au Royaume-Uni et en Europe.

### Metal Box(1979–1980)
Metal Box en 1979 est un effort plus concentré, bien qu'ayant été créé, comme First Issue, dans des circonstances notablement déconcentrées. En plus des drogues et de la désorganisation qui étaient les conditions normales du groupe, Jim Walker était parti à cause de la désillusion générale, laissant la place à une série de batteurs successifs - dont le bien-nommé Karl Burns à la batterie duquel Wobble met le feu. Des auditions se mirent en place au cours desquelles un jeune batteur est estomaqué de se retrouver en pleine session d'enregistrement. Metal Box sort à l'origine en trois maxi-45 tours emballés dans des boîtes de bobines de film (l'album ressortit plus tard en un double album, Second Edition) et comprenait les lignes de basse dub reggae hypnotiques caractéristiques du groupe, la guitare en arpèges cristallins, et la voix lugubre, paranoïaque, injectée de conscience. Metal Box est plus brut que First Issue, plus éclaté et sans compromissions, parsemé de portions de synthétiseur ambiant. Il est maintenant largement considéré comme un disque classique, autant pour sa musique que pour sa tonalité abrupte (le format maxi-45 tours ajoutait de la profondeur et de la fidélité à ce qui était déjà un son tactile, spacieux) et se vend assez bien à sa sortie et les années suivantes[réf. nécessaire]. Cependant avec Metal Box, PiL n'est plus un groupe de rock standard, mais entre totalement dans un autre territoire.
Un critique écrit « ils ne sonnaient en rien comme les Sex Pistols ou n'importe qui d'autre du moment »[réf. nécessaire]. En fait, bien que radicalement différent des autres groupes de rock américain ou britannique, PiL était lourdement influencé par le rock expérimental allemand, ou Krautrock, particulièrement Can, Neu! et l'esthétique sonore du producteur Conny Plank. Ce genre était marqué par le minimalisme, des ambiances inspirées du classique ou des inclinations atonales, via Karlheinz Stockhausen, et l'abandon du format de la chanson au profit de compositions longues se déployant lentement.
L'émission de danse American Bandstand était, autour des années 1980, parfaitement ignorante de ces choses, ses goûts historiques partant de Frankie Avalon et s'étendant au pop rock de la douce fin des années 1970. PiL révèle une brèche diabolique latente en Dick Clark, leur hôte. Le groupe mime les bandes-son mornes de Poptones et Careering, de Metal Box, Lydon haranguant le caméraman et ne faisant aucun effort pour cacher le play-back. Le public fait un effort vaillant, essayant de danser et de tenir son rôle, effort ruiné par les joyeuses incitations de Lydon à venir saccager la scène. Un chaos général éclate et l'émission se termine avec le public dansant avec les musiciens, les musiciens glandant sur leurs instruments, et Lydon bavardant avec le public pendant que Careering continue de mugir. Clark, des années après, citera cette apparition comme « l'un des dix meilleurs épisodes d'American Bandstand de tous les temps ».

### Dates de concerts (1980)

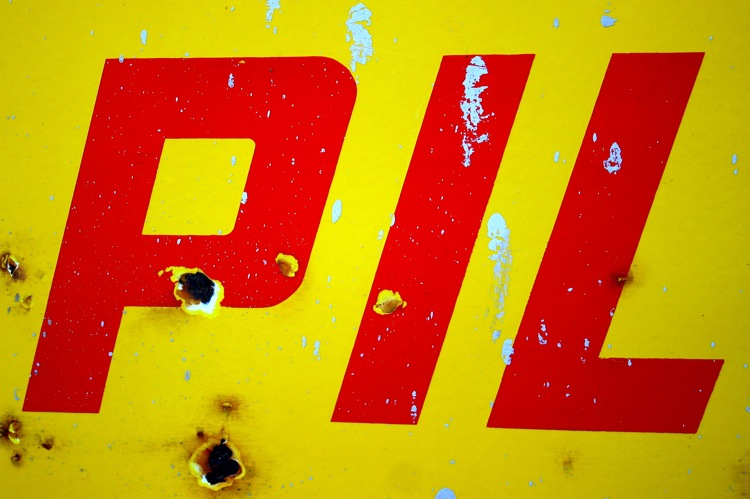
Ancien logo du groupe.

Une tournée américaine aboutit à plusieurs dates annulées et un peu plus de chaos, cette fois entre le groupe et son label américain, Warner Brothers ; PiL était chez Virgin au Royaume-Uni. Lydon avait toujours été une personnalité avec qui il était difficile de travailler, mais Levene commence à lui disputer la couronne, selon de nombreux témoignages, agissant de manière de plus en plus grandiose et désabusée et plongeant de plus en plus  profondément dans l'héroïne. Levene était une personne très petite et maigre, considérée souvent comme un « avorton ». Jah Wobble était pour sa part parmi les rares musiciens artistes sensibles et les aficionados de world music qui avait pour habitude de se battre, de mettre le feu à des gens et de lancer des télévisions par les fenêtres d'hôtels. Quelque chose devait casser et il était clair que ça ne pouvait pas être Lydon. Curieusement, c'est Wobble. L'insaisissabilité de PiL contribue à sa légende, mais pour ceux de l'autre côté de la barrière, le groupe était plutôt « le plus paresseux du monde »[réf. nécessaire] - ne répétant jamais, donnant rarement des concerts (le groupe d'origine n'a joué que cinq fois au Royaume-Uni), et n'enregistrant que sous la pression du personnel exécutif. Un de ces exécutants appelle PiL « une machine bien huilée qui brûle l'argent et génère de la fumée d'herbe et des excuses »[réf. nécessaire].
Quand Jim Walker se joint à eux, il commence à traîner à l'appartement de Lydon et remarque que Levene téléphonait de là où il vivait — sans doute à quelques kilomètres, puisqu'il ne le voyait jamais. Un soir, un moment après un échange téléphonique, il est étonné de voir Levene pousser la porte : le guitariste habitait l'appartement au-dessous. Il ne s'était jamais embêté à monter avant. Avec une telle esthétique comme base, il est aisé de constater combien un musicien ambitieux peut être frustré. Wobble sort des singles en solo dès 1978 et est longtemps malheureux des horaires désinvoltes du groupe et de son manque d'ambition. Alors qu'il travaillait à son premier album solo, il commence à utiliser des lignes de basse de PiL comme fond d'accompagnement, au début personne d'autre du groupe ne semblait s'en préoccuper. Quand Levene s'en aperçoit, ça fournit le carburant de la rancune ; alors que les versions divergent quant au départ volontaire ou forcé de Wobble, la scission, elle, est définitive. Au terme de ce départ, le groupe continue de (ne pas) jouer en tant que trio sans basse[réf. nécessaire].
Un concert au club rock Ritz, à New York, est le signal d'un tournant. Le noyau musical du groupe est alors réduit à Lydon et Levene (le batteur Martin Atkins avait récemment sauté), et PiL avait commencé à se localiser sur New York, en partie à cause d'une campagne de harcèlement de la part du MI-5 — reconnue par la suite — contre le quartier général du groupe, l'appartement de Londres que Lydon avait acheté avec ses royalties des Sex Pistols. Une campagne similaire allait chasser du Royaume-Uni le leader des Throbbing Gristle et de Psychic TV, Genesis P-Orridge au milieu des années 1990. Levene avait aussi commencé à avoir de grandes idées à propos des déclarations de PiL jadis ironiques d'être « une corporation » et un « collectif artistique » : tandis que des amis du groupe dont la réalisatrice Jeanette Lee avaient longtemps été des membres à part entière de PiL (le batteur Jim Walker avait simplement été « laissé à quai » en 1980), aucun travail créatif hors des enregistrements n'avait suivi. Cependant pour le concert du Ritz, Levene décide que PiL se réorganiserait en une troupe d'improvisation multimédia, travaillant, comme d'habitude sans préparation ni répétitions. Le groupe apparait au Ritz en jouant derrière un écran de projection. Le batteur Sam Ulamo avait été recruté dans un bar pour le concert, un musicien de jazz de 60 ans qui n'avait jamais entendu parler du groupe auparavant. Tandis que des réminiscences d'enregistrements de PiL étaient diffusées simultanément par la sono, le groupe derrière l'écran, improvisait nettement différemment[réf. nécessaire].
Lydon invective le public qui attend le répertoire habituel du groupe, ou au moins les voir et une mêlée éclate au cours de laquelle le public bombarde la scène de bouteilles et arrache une toile étalée sous le groupe, faisant basculer le matériel. Les promoteurs font évacuer la salle et annulent le concert du lendemain, et la fureur des médias locaux new-yorkais s'enflamme. La « maquette de 18 pouces de Stonehendge » est descendue[Quoi ?]. Un peu plus tard, le Tom Snyder Show d'NBC montre Lydon et Snyder s'insultant l'un l'autre à l'antenne. Le groupe se rassemble bientôt de nouveau à Londres[réf. nécessaire].

### Flowers of Romance(1981)
Martin Atkins, qui avait initialement rejoint le groupe tout à la fin des sessions de Metal Box (la plupart des titres de l'album sont joués par Richard Dudanski), est à nouveau recruté pour jouer la batterie de Flowers of Romance, un album considéré comme plus difficile d'écoute que le déjà étrange Metal Box. Levene avait alors déjà largement délaissé la guitare en faveur du synthétiseur, mettant au point une technique qui était presque unique, devant peut-être beaucoup à Allen Ravenstine de Pere Ubu. Le style propulsif d'Atkins de batterie de fanfare et l'accroissement de l'abstraction parolière donna à cet album une écoute plus difficile pour les fans de rock : les critiques de l'époque exprimèrent une grande confusion.
L'album consiste surtout en de la batterie, de la voix, de la musique concrète, des boucles de cassettes et de simples gesticulations sur la basse (jouée par Levene) et les claviers. Julian Cope, toutefois, exprime le point de vue majoritaire d'alors, disant que Flowers of Romance était « le dernier grand album de PiL ». La batterie en fut largement copiée, notamment par Kate Bush et Phil Collins. (Phil Collins reconnu le fait ; Kate Bush fit un pas de plus en achetant une partie du matériel de Wobble de « l'impossible basse » de la période Metal Box - le secret en était une Fender Precision Bass de 1970, ou une copie, branchée sur un amplificateur Ampeg SVT à lampe, les enceintes face à un mur en dur, et les micros placés pour capter le son ambiant).
Atkins était, comme Lydon et Levene, un monstre incontrôlable d'un certaine manière, mais Levene avait le désavantage d'avoir viré Atkins de manière répétitive pour d'apparentes broutilles, et d'être défoncé la plupart du temps ; aussi quand un nouveau conflit surgit, c'est lui qui s'en va. Un quatrième album avorté, de 1982, est édité plus tard par Levene sous le nom  de Commercial Zone. Lydon et Atkins clament qu'il a volé les bandes, alors que Levene affirme, en effet, que la possession est le neuf/dixième de la loi. Les témoignages, comme d'habitude, diffèrent grandement sur les détails, et l'album, considéré comme bien supérieur à l'officiel This Is What You Want, This Is What You Get, qui est apparu ensuite, n'a jamais été légalement réédité. Atkins reste sur l'album concert désastreux, Live in Tokyo, — sur lequel PiL est constitué de lui, Lydon et d'un groupe de musiciens de mariage du New Jersey — et part en 1985, après l'album This Is What You Want, This Is What You Get. C'est à cette époque que John Mc Geoch fait en parallèle partie également du groupe Visage. Le groupe allait, ou peut-être sombrait, dans une direction musicale plus pop commerciale et dansante, et alors que de nombreux nouveaux fans découvrirent PiL, peu de leur public (et de leur son) originel demeure.

### Derniers albums et séparation (1986–1992)

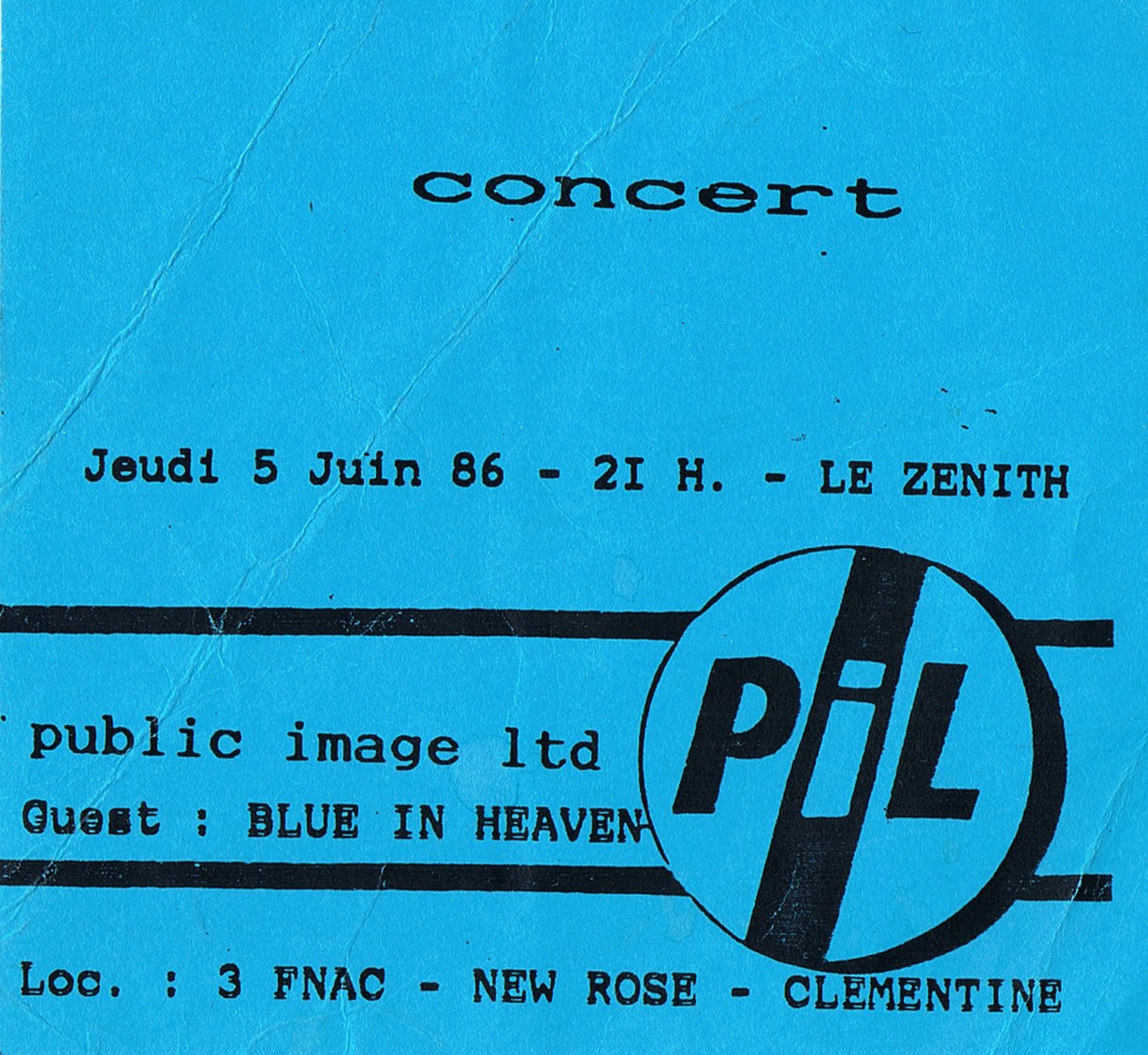
Ticket d'entrée pour le concert de PIL au Zénith à Paris en juin 1986 (avec Blue in Heaven en première partie).

La production de PiL de l'année 1986 s'intitulait simplement Compact Disc, Cassette, ou Album, selon le format. La typographie bleue de la pochette au design spartiate parodiait les produits génériques ; les photos de promotion montrait Lydon en costume « bleu générique » entouré d'alimentation générique et buvant une bière générique. Produit par Bill Laswell (en dépit des dissensions et désaccords avec Lydon) et avec nombre des musiciens de sa distribution tournante habituelle, il comprenait aussi des solos de guitare par Steve Vai, considérés par Vai comme l'un de ses meilleurs travaux. Une nouvelle controverse éclate avec des allégations selon lesquelles le concept de la pochette et du titre de l'album auraient été empruntés au groupe noisy punk de San Francisco Flipper, contemporain de PiL, dont l'album Album avait une couverture similairement dépouillée. Flipper se venge en appelant son album suivant Public Flipper Limited.
PiL sort Happy? en 1987, et durant l'été 1988 tourne aux États-Unis en première partie de la tournée d'INXS Kick. En 1989, PiL fait avec New Order et The Sugarcubes une tournée appelée « Les Monstres du rock alternatif », un assortiment de groupes alternatifs disparates qui précède le festival Lollapalooza de deux ans. PiL continua en tant que projet de Lydon jusqu'à ce dernier décide de mettre fin au groupe en 1993. La dernière formation consistait en Lydon, Ted Chau (guitare, claviers), Bruce Smith (ex-The Pop Group et Rip Rig and Panic à la batterie), John McGeoch (ex Magazine, Siouxsie and the Banshees et Visage), et Russel Webb (basse). Lydon sort en 1997 un album solo intitulé Psycho's Path. Il considère alors PIL comme « en hiatus » et prévoit de sortir un livre sur ses années passées au sein du groupe.

### Retour et nouveaux albums (depuis 2009)

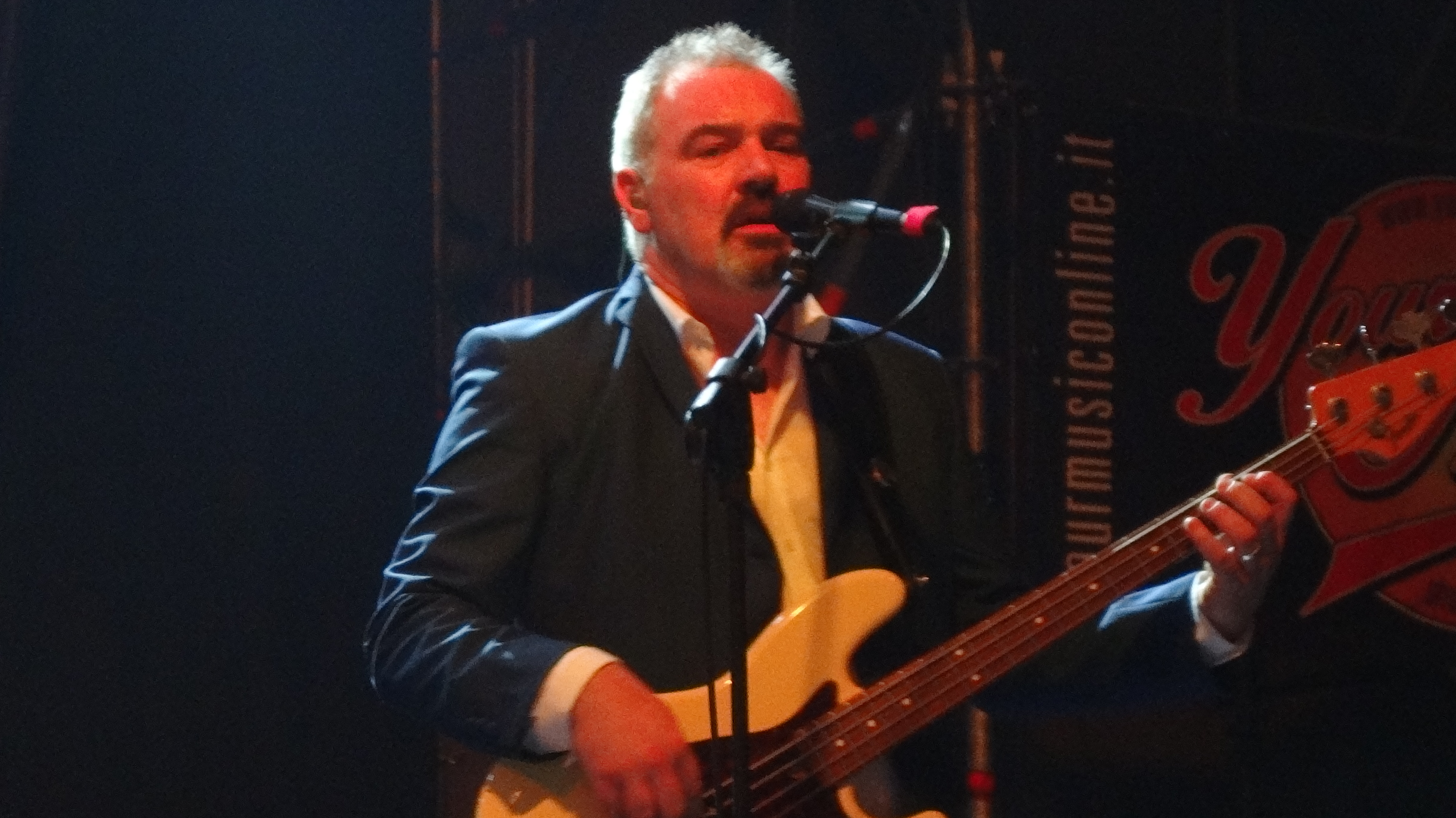
Scott Firth en 2013.

En septembre 2009, PIL annonce une reformation pour une série de cinq concerts au Royaume-Uni. Le groupe est composé, en plus de Lydon, des anciens membres Bruce Smith, Edmonds Lu et Scott Firth (mais sans John Mc Geoch, décédé en 2005). Le groupe n'a alors plus donné de concert depuis 17 ans. En novembre 2009, Lydon évoque la possibilité que PIL retourne en studio, à condition que la tournée leur rapporte assez d'argent ou qu'une maison de disques leur signe un contrat.
Le 29 janvier 2010, les organisateurs du Festival international de Benicàssim en Espagne annoncent la participation de PIL à leur événement pour un concert entre le 15 et le 18 juillet 2010. Le 11 juin 2012, le groupe sort This is PiL, son premier album en vingt ans, sous son propre label PiL Official. Le disque est distribué par Differ-Ant en France. PiL revient en studio d'enregistrement en 2014.
Le 28 juillet 2015, le groupe publie une vidéo promotionnelle de la chanson Double Trouble issue de leur prochain album. Le 21 août 2015, PiL publie le single Double Trouble, suivi de Bettie Page et de Turkey Tits (hors album). Le dixième album des PiL, What the World Needs Now..., est publié en septembre 2015, en parallèle au single Double Trouble. Le 17 novembre 2015, le groupe joue Double Trouble au Late Show With Stephen Colbert. En décembre 2016, le groupe édite une édition super de luxe des albums Metal Box et Album.
En 2023, le groupe tente de se qualifier à l'Eurovision 2023, pour représenter l'Irlande, avec le titre Hawaii. La chanson est un hommage à Nora Foster, la femme de Lydon, qui souffre de la maladie d'Alzheimer. Le groupe finit quatrième sur six, avec 18 points.
Leur nouvel album End of World sort le 11 août 2023, suivi par une tournée européenne à l'automne . Il est dédié à Nora Foster, décédée le 5 avril 2023.

## Discographie

### Compilations & Live
- 1979 : Second Edition (réédition de Metal Box)
- 1980 : Paris au Printemps (live)
- 1983 : Live in Tokyo (live)
- 1990 : The Greatest Hits, So Far (compilation)
- 1990 : Box (coffret)
- 1999 : Plastic Box (coffret)
- 2003 : Public Image/Second Edition (deux-en-un)
- 2010 : ALiFE 2009 (Coffret 4 CD Live à Birmingham Academy le 15 décembre 2009)
- 2010 : ALiFE 2009 (Coffret 4 CD Live à Leeds Academy le 16 décembre 2009)
- 2010 : ALiFE 2009 (Coffret 4 CD Live à Manchester Academy le 19 décembre 2009)
- 2010 : ALiFE 2009 (Coffret 4 CD Live à Brixton Academy le 21 décembre 2009)
- 2011 : Live at the Isle of Wight Festival 2011
- 2018 : The Public Image is Rotten (Songs from the Heart) (Coffret 5CD+2DVD)

### Singles
- 1978 : Public Image
- 1979 : Death Disco
- 1979 : Memories
- 1981 : Flowers of Romance
- 1983 : This is not a Love Song
- 1984 : Bad Life
- 1986 : Rise
- 1986 : Home
- 1987 : Seattle
- 1987 : The Body
- 1989 : Disappointed
- 1989 : Warrior
- 1990 : Don't Ask Me
- 1992 : Cruel
- 2012 : Reggie Song
- 2012 : One Drop
- 2012 : Out of the Woods
- 2014 : Death Disco
- 2015 : The One
- 2015 : Double Trouble
- 2015 : Bettie Page